# Marilyn French
Marilyn French (Brooklyn, 21 de noviembre de 1929 - Manhattan, 2 de mayo de 2009) fue una escritora feminista radical estadounidense.

## Biografía
Nació en Brooklyn, hija de E. Charles Edwards, ingeniero, y de Isabel Hazz Edwards, dependienta en unos grandes almacenes. Obtuvo el graduado en la Universidad de Hofstra en 1951, en Long Island, y estudió filosofía y literatura inglesa. También recibió una maestría en inglés en 1964 en Hofstra. Contrajo matrimonio con Robert M. French Jr. en 1950; la pareja se divorció en 1967. Más tarde asistió a la Universidad de Harvard, donde obtuvo el doctorado en 1972. Fue profesora universitaria de inglés en Hofstra de 1964 a 1968 y ayudante de cátedra en el College of the Holy Cross en Worcester (Massachusetts) de 1972 a 1976.
En su obra, French afirma que la opresión sistemática a las mujeres es una parte intrínseca de la «cultura mundial dominada por los hombres». Por ejemplo, uno de sus primeros trabajos de no ficción, Beyond Power: On Women, Men and Morals (1985), es un examen histórico de los efectos del patriarcado en el mundo.
En su novela de 1977, Solo para mujeres (The Women's Room), sigue las vidas de Mira y sus amigas en los Estados Unidos de las décadas de 1950 y 1960, incluyendo a Val, una militante feminista radical. La novela retrata los detalles de las vidas de las mujeres de esta época así como del movimiento feminista de los Estados Unidos. Su primer libro fue una tesis sobre James Joyce.
French fue diagnosticada con cáncer de esófago en 1992. Esta experiencia sirvió de base para su libro A Season in Hell: A Memoir (1998). Sobrevivió al cáncer y murió de paro cardíaco a los 79 años, el 2 de mayo de 2009 en Manhattan, Nueva York.

## Obra y opinión política
French se opuso a las expectativas de las mujeres casadas de la época posterior a la Segunda Guerra Mundial, y se convirtió en una líder controvertida y creadora de opinión sobre cuestiones de género, censurando la sociedad patriarcal que veía a su alrededor. «Mi meta en la vida es cambiar toda la estructura social y económica de la civilización occidental, para convertirla en un mundo feminista», declaró en una ocasión.
Su primera novela, y la más conocida, The Women’s Room (publicada en 1977 y traducida al español como Solo para mujeres o Mujeres) vendió más de 20 millones de copias y fue traducida a 20 idiomas. A causa de este libro fue cuando French ha sido acusada por los críticos de misándrica, citando la frase de Val, uno de los personajes, que decía «Todos los hombres son violadores, y eso es todo lo que son» al enterarse de que su hija fuese violada. Esta cita ha sido erróneamente atribuida a French, quien dejó en claro en otra parte que estas no eran sus propias creencias, aunque las críticas al libro siguieron. Gloria Steinem, una amiga cercana, comparó el impacto que este libro había tenido en el debate sobre los derechos de la mujer con el que El hombre invisible, de Ralph Ellison, había tenido en la igualdad racial 25 años antes.
El trabajo más significativo de su madurez fue From Eve to Dawn: A History of Women (Del amanecer al ocaso: una historia de las mujeres), de cuatro volúmenes, publicado por The Feminist Press en 2002, y construido en torno a la premisa de que la exclusión de las mujeres en las historias intelectuales predominantes, las ha negado su pasado, su presente y su futuro. A pesar de hacer una cuidadosa crónica de una larga historia de opresión, el último volumen termina con una nota optimista, afirmó Florence Howe, que recientemente se retiró como directora de la editorial: «Por primera vez, las mujeres tienen historia», dijo del trabajo de Marilyn French. «El mundo cambió y ella ayudó a cambiarlo».
Mientras que French se mostró satisfecha por los significativos avances logrados por las mujeres en las tres décadas transcurridas desde su relevante novela Solo para mujeres, también se apresuró en señalar las deficiencias persistentes en materia de igualdad de género.
Marilyn French es mencionada en la letra de The Day Before You Came, de ABBA. La letra dice: ..."I must have read a while, the latest one by Marilyn French or something in that style." ("Debí de haber leído lo último de Marilyn French o algo de ese estilo.").

## Obras seleccionadas

### En español
- Solo para mujeres. Trad. Iris Menéndez. Editorial Lumen. 2012 [1977]. ISBN 9788426419927. Consultado el 27 de enero de 2013.
- El corazón herido. Trad. Mireia Bofill. Argos Vergara. 1980. ISBN 9788470179334.
- La hija. Barcelona: Plaza y Janés. 1992. ISBN 84-01-49391-9.
- La guerra contra las mujeres. Barcelona: Plaza y Janés. 1993. ISBN 84-01-37455-3.

### En inglés
- The Book as World: James Joyce's Ulysses (1976)
- The Women's Room (1977)
- The Bleeding Heart (1980)
- Shakespeare's Division of Experience (1981)
- Beyond Power: On Women, Men, and Morals (1985)
- Her Mother's Daughter (1987)
- The War Against Women (1992)
- Our Father (1994)
- My Summer with George (1996)
- A Season in Hell: A Memoir (1998)
- Introduction: Almost Touching the Skies (2000)
- Women's History of the World (2000)
- From Eve to Dawn: A History of Women in Three Volumes (2002)
- In the Name of Friendship (2006)
- The Love Children (2009)